# Midyat
Midyat là một huyện thuộc tỉnh Mardin, Thổ Nhĩ Kỳ. Huyện có diện tích 1054 km² và dân số thời điểm năm 2007 là 114040 người, mật độ 108 người/km².